# Kevon Harris
Kevon Harris, né le 24 juin 1997 à Ellenwood (en) dans l'État de Géorgie, est un joueur américain de basket-ball. Il mesure 1,93 m, et évolue aux postes d'arrière et d'ailier.

## Biographie

### Carrière universitaire
Entre 2016 et 2020, il évolue pour les Lumberjacks de Stephen F. Austin (en).

### Carrière professionnelle
Lors de la draft 2020, il n'est pas sélectionné.
Durant l'été 2022, après des passages en NBA Gatorade League et Croatie, il signe en NBA en faveur du Magic d'Orlando via un contrat two-way.

## Distinctions individuelles
- Joueur de l'année de la Southland Conference (2020)

- First-team All-Southland (2020)
- 2× Second-team All-Southland (2018, 2019)